# Storvätteshågna
Storvätteshågna (en sami: Gealta) es un pico del macizo Långfjället en la parte sur de la cordillera escandinava, cerca Grövelsjön en la parroquia de Idre, municipio de Älvdalen, en Suecia. Es el punto más alto de Dalarna y Svealand, con una altitud de 1.204 metros.